# Mēmele (rivière)
La Mēmele (en letton : Mēmele ; en lituanien : Nemunėlis) est une rivière qui s'écoule au nord de la  Lituanie et au sud de la Lettonie. Elle prend sa source à 6 km au sud de Rokiškis. Son lit mesure 191 kilomètres de long (75 km en Lituanie, 76 km comme frontière lituano-lettone et 40 km en Lettonie) avant qu’elle ne conflue avec la Mūsa près de Bauska pour former la Lielupe.

## Étymologie

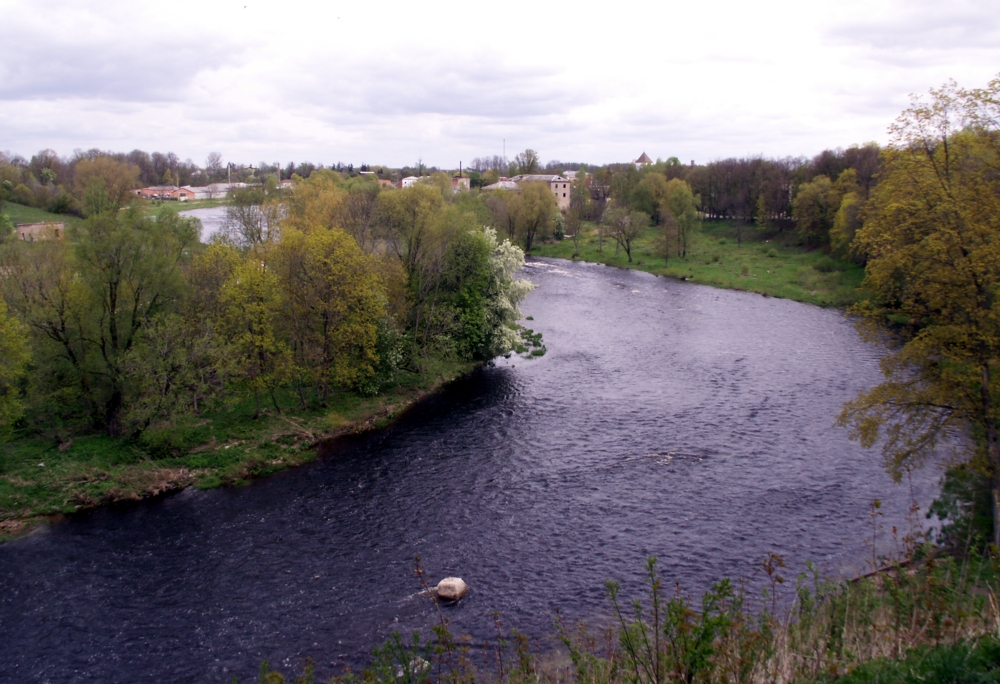
la Mēmele près de Bauska.

La Mēmele n’appartient pas au bassin versant du fleuve Niémen, mais les noms sont apparentés dans plusieurs langues : 
- Nemunėlis est un diminutif de Nemunas (rivière Niémen) ;
- Memel est utilisé pour nommer le Niémen et la ville de Klaipėda, et Memele est son diminutif ;
- Mēmele dérive peut-être de l’allemand ou directement du  vieux-prussien où on pense qu’il signifie « entouré par les eaux » ;
- en estonien : Memele jõgi.